# Джакомо Луїджі Бріньоле
Джакомо Луїджі Бріньоле (італ. Giacomo Luigi Brignole; 8 травня 1797, Генуя, Генуезька республіка — 23 червня 1853, Рим, Папська область) — італійський куріальний кардинал, папський дипломат і доктор обох прав. Титулярний архієпископ Назіанзи з 15 березня 1830 по 20 січня 1834. Апостольський нунцій у Тоскані з 26 березня 1830 по 22 лютого 1833. Камерленго Священної Колегії кардиналів з 17 лютого 1851 року по 15 березня 1852 року. 11 червня 1847 року. Кардинал-священик з титулом церкви Санта-Чечілія з 13 вересня 1838 по 11 червня 1847 року, in commendam з 13 вересня 1838 по 11 червня 1847 року. Кардинал-єпископ Сабіни з 11 червня 1847 року.